# Gloesjkovo
Gloesjkovo (Глушково) is een plaats in het zuiden van de oblast Koersk in Rusland ten zuiden van de rivier Sejm. 
In augustus 2024 werd de brug over de Sejm in Gloesjkovo opgeblazen tijdens de inval van Oekraïne in Rusland.